# Nguyên Van Huyên
Nguyễn Văn Huyên est un lettré vietnamien, honoré au Viêt Nam et reconnu en France en tant que tel. Il est né à Hà Nội le 16 novembre 1908 et y est décédé le 19 octobre 1975, suivant les sources vietnamiennes qui diffèrent des sources françaises en provenance de l’EFEO (École Française d’Extrême Orient) donnant son décès à Berlin-Est en 1975.
Nguyễn Văn Huyên a été honoré et reconnu pour  son œuvre scientifique dans l’élaboration d’une culture vietnamienne et pour son engagement citoyen dans la construction du Viêt Nam indépendant, en participant au gouvernement de Hô Chi Minh. Il a été membre de la délégation vietnamienne à Fontainebleau avec Hô Chi Minh et Pham Van Dong en 1946 dans les négociations franco-vietnamiennes pour un «modus vivendi».
Pour son engagement citoyen dans la construction d’un Viêt Nam indépendant, Huyên a participé aux conférences de Dalat et de Fontainebleau (avril et juillet 1946). En novembre 1946, alors que la guerre est imminente, il accepte le poste de ministre de l’Éducation nationale qu’il assurera pendant trente ans, jusqu’à son décès le 19 octobre 1975.  

## Biographie
Issu d'une famille de lettrés du vieux quartier de Hanoï, Nguyễn Văn Huyên est orphelin de père à huit ans. Bien que manquant de moyens, sa famille réussit à l'envoyer étudier en France de 1926 à 1935. Il fait ainsi partie de la première génération d'intellectuels vietnamiens diplômés de Paris. Licencié ès lettres en 1929 et en droit en 1931, il entre en 1931 à l'École des langues orientales en tant que répétiteur, puis chargé de cours (il y enseignera jusqu'en 1935). N’ayant pas pu faire une thèse d’histoire sur les relations franco-vietnamiennes au XIXe siècle en raison de l’impossibilité de consulter les archives des ministères des Colonies et de la Marine, Huyên s’est réorienté vers les études ethnologiques quelques années après la fondation en 1925 de l’Institut d’Ethnologie. En 1934, il est le premier Vietnamien à soutenir sa thèse de doctorat à la Sorbonne (Les chants alternés des garçons et des filles en Annam) avec une thèse complémentaire (L'habitat sur pilotis en Asie du Sud-Est). Les deux textes sont publiés la même année chez Geuthner, à Paris.
Après son doctorat, il refuse une proposition de travail à Paris, préférant revenir au Vietnam. De retour au Tonkin en 1935, il enseigne au lycée du Protectorat de Hanoï jusqu'en 1938 où il a notamment pour élève l'historien Hữu Ngọc. Il intègre cette même année l'EFEO, l'École française d'Extrême-Orient, pour se consacrer aux études vietnamiennes. L'année suivante, il est nommé membre temporaire, puis membre permanent dès 1940. Dans le même temps, il fait partie du Comité de recherches scientifiques de l'Indochine (1941-1945). Nguyễn Văn Huyên s’est marié avec Vi Kim Ngọc Trong, le 12 avril 1936
Après la « Révolution d'Août » de 1945, il entre dans le gouvernement de Hô Chi Minh, en tant que directeur du Service de l'enseignement universitaire (Giám đốc Đại học vụ). De 1946 à sa mort, il est ministre de l'Éducation nationale de la République démocratique du Viêt Nam. À ce titre, il favorise l'utilisation du chữ quốc ngữ, l'écriture en caractère romain de la langue vietnamienne, afin d'aider à l'alphabétisation du peuple. S'intéressant à la culture traditionnelle et populaire, aux fêtes et aux croyances, non seulement des Vietnamiens à proprement parler, mais encore des minorités, il laisse une abondante bibliographie, majoritairement en français.

## Paul Muset Nguyễn Văn Huyên
Ces deux chercheurs et amis ont eu sur le Viêt Nam une vision et une compréhension à la fois du dedans et du dehors, par leur trajectoire respective de vie croisée. Natif de Hà Nội, Huyên s’est formé à l’occidentale en France, tandis que Mus, natif de Bourges, a passé son enfance et son adolescence en Indochine française où il s’est formé à l’orientale. En outre, tous deux ont travaillé sous la direction de Marcel Mauss, Lucien Lévy-Bruhl, Marcel Granet et Jean Przyluski. L’influence de ces maîtres se reconnaît dans leurs études: Les Cultes indigènes et indiens au Champa pour Mus et pour Huyen les deux thèses mentionnées plus haut. Dans ces travaux, Mus et Huyên appliquent l’hypothèse d’une civilisation de l’Asie des moussons pré-indienne et préchinoise. 
Faisant partie des notables de l’Indochine coloniale, ce qui lui a permis une ascension sociale fulgurante, c’est en tant que scientifique que Nguyen Van Huyen s’est adressé d’abord aux autorités pour tirer la sonnette d’alarme sur la situation des masses paysannes. Il est amené à chercher la solution du problème au côté de Ho Chi Minh et de ses compagnons communistes plus tard. La critique que Paul Mus adresse aux hommes politiques français, dès le début de son livre Viet Nam, Sociologie d’une guerre (Seuil, 1952), montre que la compréhension réciproque peut exister entre ces deux chercheurs projetés dans les turbulences de la politique : la disposition et l’encadrement géographiques du problème franco-vietnamien décident sans doute de la solution au moins autant que la politique seule.

## Publications de Nguyên Van Huyên
- 1934. Les chants alternés des garçons et des filles en Annam, Paris, Paul Geuthner.
- 1934. Introduction à l'étude de l'habitation sur pilotis dans l'Asie du Sud-Est, Paris, Paul Geuthner.
- 1938. « Contribution à l'étude d'un génie tutélaire annamite Li Phuc Man », BEFEO 38, p. 1-110, 25 pl.
- 1939. Le problème de paysannerie au Tonkin, Hanoï.
- 1939. « Les chants et les danses d'Ai-lao aux fêtes de Phù Dông (Bac Ninh) », BEFEO 39, p. 153-196, 4 pl.
- 1941. Les chants et les danses d'Ailao à la fête de Phu Dong, Bac Ninh, Hanoï.
- 1943. Recueil des chants de mariage Thô de Lang Son et Cao Bang (précédé d'une introduction à l'étude du chu nôm thô), Hanoï, EFEO (Textes et documents sur l'Indochine).
- 1943. Le Pham Viêm (Histoire d'un immortel annamite), Hanoï.
- 1944. La Civilisation annamite, Hanoï.
- 1944. Le Culte des immortels en Annam, Hanoï.
- 1996. Dia ly hành chinh Kinh-Bac - Tableau de géographie administrative d'une ancienne province vietnamienne : le Bac Ninh (ou Kinh-Bac), Hanoï, EFEO.